# 公民監督國會聯盟
公民監督國會聯盟（英語：Citizen Congress Watch），前身為1990年代即已存在的「社會立法運動聯盟」，2007年4月18日後改為現名。以公益、透明、效能、文明、陽光國會為目標持續監督立法委員，於每個會期提出評鑑報告供民眾參考，期待選舉時能淘汰不適任立法委員改善國會

## 立法委員評鑑
公督盟會在每次會期結束時，發布一次針對該會期立法委員的評價。評價會按照公督盟於該會期發布的評鑑作業辦法，作為評量基準。在評鑑內，公督盟會針對評鑑結果，對立法委員給予評價，分為優秀、一般與待觀察。公督盟會呼籲政黨或選民不提名，或不投票給獲評為待觀察等級的立法委員。
直到2023年，評鑑已設有超過五十項指標。聯盟執行長張宏林指出，這些評鑑可分為兩大部分：
- 出缺席、質詢、委員會討論、提案、不當預算刪除等
- 資訊揭露，例如助理的聘用狀況、有無兼職營利與非營利組織等

## 相關爭議

### 中立性受質疑
公督盟的立法委員評鑑結果與中立性多次受到各黨立法委員與業界資深人士質疑。中國國民黨的立法委員曾多次批評評鑑的基準與公督盟的政治立場，並拒絕與公督盟合作或提交資料。最近一次為2022年，中國國民黨立法院黨團以時任公督盟執行長張宏林替華視總經理莊豐嘉背書為由，拒交評鑑資料。2016年，民主進步黨的立法委員林靜儀得到待觀察的評價時，時任高雄市第五選舉區立法委員管碧玲與時任嘉義市立法委員選舉區立法委員李俊俋公開聲援林靜儀，並質疑公督盟評鑑的量化標準。

## 外部連結
官方网站 